# 19 april
19 april är den 109:e dagen på året i den gregorianska kalendern (110:e under skottår). Det återstår 256 dagar av året.

## Återkommande bemärkelsedagar

### Helgdagar
- Påskdagen firas i västerländsk kristendom för att högtidlighålla Jesu återuppståndelse efter korsfästelsen, åren 1829, 1835, 1840, 1908, 1981, 1987, 1992, 2071, 2076, 2082.

## Namnsdagar

### I den svenska almanackan
- Nuvarande – Olaus och Ola
- Föregående i bokstavsordning
  - Bernhard – Namnet fanns, till minne av den helige Bernhard av Clairvaux, på 1600-talet, i formen Bernardus, på 20 augusti. 1700 flyttades det till dagens datum och fick formen Bernhard, men 1901 återbördades det till 20 augusti, där det har funnits sedan dess.
  - Ola – Namnet infördes 1986 på 29 juli. 1993 flyttades det till dagens datum och har funnits där sedan dess.
  - Olaus – Namnet infördes på dagens datum 1986 och har funnits där sedan dess.
  - Olavus Petri – Namnet infördes på dagens datum 1901, till minne av att den svenske kyrkoreformatorn Olaus Petri (som man numera stavar utan v) avled denna dag 1552. Det fanns kvar fram till 1993, då det utgick.
  - Olavi – Namnet infördes på dagens datum 1986, men utgick 1993.
  - Viktor – Namnet förekom tidvis både på 6 mars, dagens datum och 27 oktober före 1692, då det infördes på 22 mars. Där fanns det fram till 1993, då det flyttades till 12 mars, och 2001 flyttades till 22 januari.
- Föregående i kronologisk ordning
  - Före 1700 – Viktor (tidvis) och ?
  - 1700–1900 – Bernhard
  - 1901–1985 – Olavus Petri
  - 1986–1992 – Olavus Petri, Olaus och Olavi
  - 1993–2000 – Olaus och Ola
  - Från 2001 – Olaus och Ola
- Källor
  - Brylla, Eva (red.): Namnlängdsboken, Norstedts ordbok, Stockholm, 2000. ISBN 91-7227-204-X
  - af Klintberg, Bengt: Namnen i almanackan, Norstedts ordbok, Stockholm, 2001. ISBN 91-7227-292-9

### Finlandssvenska almanackan
- Nuvarande från 2020[1] – Bernt, Bernhard
- I föregående revideringar[a][2]
  - 1929–2019 – Bernhard, Bernt

## Händelser
- 1024 – Sedan Benedictus VIII har avlidit den 9 april väljs Romanus till påve och tar namnet Johannes XIX.
- 1246 – Under ledning av hövdingen Brand Kolbeinsson blir asbirningarna besegrade av sturlungarna, ledda av Tord kakali, i slaget vid Haugsnes. Detta blir det blodigaste fältslaget i Islands historia, med över 100 döda, och asbirningarnas makt är därmed för alltid bruten.
- 1390 – Vid Robert II:s död efterträds han som kung av Skottland av sin son Robert III.
- 1617 – Orten Kaland i Egentliga Finland får stadsprivilegium under namnet Nystad.
- 1775 – Amerikanska kolonister inleder ett uppror mot det brittiska styret på Nordamerikas östkust, genom att besegra britterna i slagen vid Lexington och Concord. Kriget utvecklar sig till det amerikanska frihetskriget och varar till 1783. Det resulterar i att de 13 brittiska kolonierna i området blir självständiga från Storbritannien och bildar Amerikas förenta stater (USA).
- 1923 – Sedan den socialdemokratiske svenske statsministern Hjalmar Brantings minoritetsregering har tvingats avgå den 6 april, tillträder högermannen Ernst Trygger denna dag som statsminister för en svensk högerregering.[3] Även denna tvingas dock avgå på hösten året därpå.
- 1933 – Chiles socialistiska parti grundas i huvudstaden Santiago, som ett svar på den stora depressionen, som under början av 1930-talet även har drabbat Chile. En av grundarna är Salvador Allende, som från och med 1950-talet blir ett känt namn i chilensk politik och 1970 blir landets president. Efter militärkuppen 1973 splittras partiet i flera delar, som inte återförenas förrän återgången till demokrati 1990.
- 1943 – Den judiska befolkningen i Warszawas getto inleder ett uppror mot den tyska övermakten, när tyskarna ämnar verkställa de sista deportationerna från ghettot. Upproret varar i nästan en månad, innan tyskarna till slut slår ner det den 16 maj, varefter ghettot töms och de överlevande deporteras till olika koncentrationsläger.
- 1956 – Då den amerikanska skådespelaren Grace Kelly och furst Rainier III av Monaco gifter sig blir hon furstinna av Monaco. De får tre barn, men 1982 omkommer hon i en bilolycka.
- 1987 – Matt Groenings tecknade seriefigurer familjen Simpson visas för första gången i amerikansk tv som kortfilmsinslag i The Tracey Ullman Show. Inslagen får sedermera namnet The Simpsons shorts, för att skilja dem från den egna tv-serien, som har premiär två år senare och görs än idag (2025).
- 1995 – 168 personer omkommer när Timothy McVeigh parkerar en skåpbil med sprängmedel framför regeringsbyggnaden Alfred P. Murrah Federal Building i Oklahomas huvudstad Oklahoma City och strax efter klockan nio på morgonen spränger den i luften. McVeigh döms sedermera till döden för dådet och avrättas 2001.
- 2005 – Sedan Johannes Paulus II avlidit den 2 april väljs Joseph Alois Ratzinger till påve och tar namnet Benedictus XVI. Han förblir påve till 2013, då han blir den förste påven som abdikerar sedan 1415 och den förste som gör det frivilligt sedan 1294.

## Födda
- 1719 – Lars Benzelstierna (biskop), svensk biskop i Västerås stift
- 1738 – Johan Wingård, svensk kyrkoman, biskop i Göteborgs stift 1780–1818 och ledamot av Svenska Akademien 1786–1818
- 1772 – David Ricardo, brittisk nationalekonom
- 1773 – John Wayles Eppes, amerikansk politiker, senator för Virginia 1817–1819
- 1793 – Ferdinand I, kung av Ungern 1830–1848 och av Böhmen 1836–1848 samt kejsare av Österrike 1835–1848
- 1801 – Gustav Fechner, tysk filosof och fysiker
- 1813 – David Settle Reid, amerikansk demokratisk politiker, guvernör i North Carolina 1851–1854, senator för samma delstat 1854–1859
- 1819 – John Lenning, svensk fabrikör och donator
- 1829 – Thomas M. Browne, amerikansk republikansk politiker, kongressledamot 1877–1891
- 1833 – Wayne MacVeagh, amerikansk diplomat och politiker, USA:s justitieminister 1881
- 1857 – Napoleon B. Broward, amerikansk demokratisk politiker, guvernör i Florida 1905–1909
- 1883 – Getúlio Vargas, brasiliansk politiker, Brasiliens president 1930–1945 och 1950–1954
- 1888 – Oswald Menghin, österrikisk arkeolog och professor
- 1892 – Sigfrid Lindström, svensk författare, journalist och översättare med pseudonymen Tristan
- 1895
  - Harry Kelly, amerikansk republikansk politiker, guvernör i Michigan 1943–1947
  - Marga Riégo, svensk skådespelare
- 1898 – Eric Persson, svensk fotbollsledare, ordförande i fotbollsklubben Malmö FF 1937–1975, kopia av Svenska Dagbladets guldmedalj 1979
- 1904 – Hildur Lindberg, svensk skådespelare
- 1905 – Jim Mollison, brittisk flygpionjär
- 1912 – Glenn T. Seaborg, amerikansk kemist och kärnfysiker, mottagare av Nobelpriset i kemi 1951
- 1917 – Sven Hassel, dansk författare och krigsveteran
- 1920
  - Nils Ahlroth, svensk skådespelare, komiker och revyartist
  - Marvin Mandel, amerikansk demokratisk politiker, guvernör i Maryland 1971–1979
- 1933 – Jayne Mansfield, amerikansk skådespelare
- 1935
  - Dudley Moore, brittisk komiker, skådespelare, pianist och kompositör
  - Justin Francis Rigali, amerikansk romersk-katolsk kardinal, ärkebiskop av Philadelphia 2003–2011
- 1939 – Inga-Britt Ahlenius, svensk revisor, ämbetsman och politiker
- 1942 – Robert Sund, svensk psykolog, dirigent och kompositör
- 1943 – Randy Kuhl, amerikansk republikansk politiker
- 1944 – James Heckman, amerikansk nationalekonom, mottagare av Sveriges riksbanks pris i ekonomisk vetenskap till Alfred Nobels minne 2000
- 1946 – Tim Curry, brittisk skådespelare, röstskådespelare och sångare
- 1952 – Alexis Argüello, nicaraguansk boxare
- 1955 – Lars Friis-Hansen, dansk handbollstränare
- 1958 – Mats Arvidsson, svensk fotbollsspelare, mottagare av Svenska Dagbladets guldmedalj som spelare i Malmö FF
- 1962 – Al Unser Jr, amerikansk racerförare
- 1968
  - Ashley Judd, amerikansk skådespelare
  - Mswati III, kung av Swaziland 1986–
- 1970 – Lo Kauppi, svensk skådespelare, dramatiker, regissör och programledare
- 1975 – Tilmann Otto, tysk reggaemusiker med artistnamnet Gentleman
- 1978 – James Franco, amerikansk skådespelare
- 1979 – Kate Hudson, amerikansk skådespelare
- 1981
  - Hayden Christensen, kanadensisk skådespelare
  - Martin Havlát, tjeckisk ishockeyspelare
- 1984 – Severus Tenenbaum, svensk fotograf
- 1987
  - Oksana Akinsjina, rysk skådespelare
  - Marija Sjarapova, rysk tennisspelare
- 1991 – Axel Pons, spansk roadracingförare
- 1997 – Alex Wolf, amerikansk vattenpolomålvakt
- 2016 – Alexander, svensk prins, son till prins Carl Philip och prinsessan Sofia

## Avlidna
- 1054 – Leo IX, 51, född Bruno d'Eguisheim-Dagsbourg, påve sedan 1049
- 1390 – Robert II, 74, kung av Skottland sedan 1371
- 1552 – Olaus Petri, 59, svensk reformator, humanist och historiker
- 1560 – Philipp Melanchthon, 63, tysk humanist och reformator
- 1632 – Sigismund, 65, kung av Polen sedan 1587 och av Sverige 1592–1599
- 1658 – Kirsten Munk, 59, dansk och norsk regentgemål 1615–1629 (gift morganatiskt med Kristian IV)
- 1709 – Israel Kolmodin, 65, svensk professor, kyrkoman, riksdagsman och psalmförfattare, superintendent i Visby stift sedan 1692
- 1714 – Cornelius Anckarstjerna, 58, svensk friherre och amiral
- 1722 – Charles Spencer, 47, brittisk politiker, statsman och bibliofil
- 1768 – Giovanni Antonio Canal, 70, italiensk målare med pseudonymen Canaletto
- 1803 – Emanuel De Geer, 54, svensk militär, kammarherre och riksråd, Sveriges kanslipresident 1786–1787
- 1824 – Lord Byron, 36, brittisk poet
- 1854 – John Davis, 66, amerikansk politiker, guvernör i Massachusetts 1834–1835 och 1841–1843, senator för samma delstat 1835–1841 och 1845–1853
- 1862 – Louis P. Harvey, 41, amerikansk republikansk politiker, guvernör i Wisconsin sedan 6 januari detta år (drunkningsolycka)
- 1881 – Benjamin Disraeli, 76, brittisk politiker och författare, Storbritanniens finansminister 1852, 1858–1859 och 1866–1868 samt premiärminister 1868 och 1874–1880
- 1882 – Charles Darwin, 73, brittisk biolog, geolog, zoolog, teolog och forskare
- 1885 – Nikolaj Kostomarov, 67, rysk-ukrainsk författare
- 1890 – James Pollock, 79, amerikansk statstjänsteman och whigpolitiker, guvernör i Pennsylvania 1855–1858
- 1906 – Pierre Curie, 46, fransk fysikalisk kemist, mottagare av Nobelpriset i fysik 1903
- 1948 – Jullan Jonsson, 65, svensk skådespelare
- 1964 – Adolf Jahr, 70, svensk skådespelare
- 1965 – Anna Hillberg, 75, svensk skådespelare
- 1967 – Konrad Adenauer, 91, västtysk kristdemokratisk politiker, Västtysklands förbundskansler 1949–1963 och utrikesminister 1951–1955
- 1974 – Elsa Celsing, 94, rysk-svensk bildkonstnär
- 1978 – Manetta Ryberg, 89, svensk skådespelare
- 1979
  - Yrjö Aaltonen, 63, finländsk regissör och filmfotograf
  - Wilhelm Bittrich, 85, tysk general och SS-Obergruppenführer
  - Berndt Westerberg, 76, svensk skådespelare
- 1980 – Ivar Anderson, 89, svensk politiker och tidningsman
- 1986 – Dag Wirén, 80, svensk kompositör och musikarrangör
- 1987 – Antony Tudor, 78, brittisk dansare och koreograf
- 1989 – Daphne du Maurier, 81, brittisk författare
- 1992 – Benny Hill, 67, brittisk komiker
- 1993
  - David Koresh, 33, amerikansk sektledare, grundare av och ledare för Davidianerna sedan 1986
  - George S. Mickelson, 52, amerikansk republikansk politiker, guvernör i South Dakota sedan 1987
- 1998 – Octavio Paz, 84, mexikansk författare, mottagare av Nobelpriset i litteratur 1990
- 2004
  - Philip Locke, 76, brittisk skådespelare
  - Per Verner-Carlsson, 78, svensk regissör, scenograf, dramatiker och teaterteoretiker
- 2005
  - Stan Levey, 79, amerikansk jazztrumslagare
  - Niels-Henning Ørsted Pedersen, 58, dansk jazzbasist
- 2007 – Jean-Pierre Cassel, 74, fransk skådespelare
- 2008 – Alfonso López Trujillo, 72, colombiansk kardinal
- 2009 – J.G. Ballard, 78, brittisk författare
- 2010 – Keith Edward Elam, 48, amerikansk hiphopartist med artistnamnet Guru
- 2011 – Grete Waitz, 57, norsk maratonlöpare
- 2012
  - Greg Ham, 58, australisk saxofonist och keyboardist i gruppen Men at Work
  - Levon Helm, 71, amerikansk trummis och sångare
  - Valerij Vasiljev, 62, rysk (sovjetisk) ishockeyspelare
- 2013
  - Al Neuharth, 89, amerikansk publicist, grundare av tidningen USA Today
  - François Jacob, fransk biolog, mottagare av Nobelpriset i fysiologi eller medicin 1965
  - Torsten Björklund, 89, svensk ingenjör, entreprenör och antikhandlare
  - Allan Arbus, 95, amerikansk skådespelare, mest känd i rollen som psykiatrikern Sidney Freedman i tv-serien M*A*S*H
  - Kenneth Appel, 80, amerikansk matematiker
- 2015 – Esa Timonen, 89, finländsk politiker
- 2016 – Walter Kohn, 93, amerikansk fysiker, mottagare av Nobelpriset i fysik 1998
- 2021
  - Walter Mondale, 93, amerikansk politiker, vicepresident 1977–1981
  - Jim Steinman, 73, amerikansk musiker, kompositör och skivproducent